# Армійська група «Клеффель»
Армійська група «Клеффель» (нім. Armee-Abteilung Kleffel) — армійська група, оперативне угруповання Вермахту на Східному фронті за часів Другої світової війни.

## Райони бойових дій
- Східний фронт (північний напрямок) (29 жовтня — 6 листопада 1944)

## Командування

### Командувачі
- генерал кавалерії Ф.Клеффель (нім. Philipp Kleffel) (29 жовтня — 6 листопада 1944).

## Бойовий склад армійської групи «Клеффель»
- 38-й армійський корпус (XXXVIII. Armee-Korps);
- 50-й армійський корпус  (L. Armee-Korps);
- 52-га дивізія охорони (52. Sicherungs-Division (bo);
- 121-ша піхотна дивізія (121. Infanterie-Division).

- 38-й армійський корпус;
- 50-й армійський корпус;
- 12-та танкова дивізія (12. Panzer-Division).